# Ы
Ы, Ыы (jery) – podstawowa litera cyrylicy, będąca pierwotnie ligaturą liter Ъ i І, później liter Ь i І. W języku rosyjskim oznacza samogłoskę [ɨ] lub [ɯ]. W języku rosyjskim nie zaczyna żadnego wyrazu (z wyjątkiem nazw obcych, np. Ытык-Кюёль (Ytyk Kiujol) lub Ыгыатта (Ygyatta)). W języku inguskim w wyrazach rdzennych oznacza przednią samogłoskę nosową i np. w wyrazie takim jak ды (koń). W alfabecie łacińskim zazwyczaj odpowiada literze Y.

## Kodowanie
| Znak                   | Ы                            | Ы                            | ы                          | ы                          |
| ---------------------- | ---------------------------- | ---------------------------- | -------------------------- | -------------------------- |
| Nazwa w Unikodzie      | Cyrillic Capital Letter Yeru | Cyrillic Capital Letter Yeru | Cyrillic Small Letter Yeru | Cyrillic Small Letter Yeru |
| Kodowanie              | dziesiątkowo                 | szesnastkowo                 | dziesiątkowo               | szesnastkowo               |
| Unicode                | 1067                         | U+042B                       | 1099                       | U+044B                     |
| UTF-8                  | 208 171                      | d0 ab                        | 209 139                    | d1 8b                      |
| Odwołania znakowe SGML | &#1067;                      | &#x042B;                     | &#1099;                    | &#x044B;                   |
| Macintosh Cyrillic     | 155                          | 9B                           | 251                        | FB                         |
| ISO 8859-5             | 203                          | CB                           | 235                        | EB                         |
| Windows-1251           | 219                          | DB                           | 251                        | FB                         |
| Code page 866          | 155                          | 9B                           | 235                        | EB                         |
| Code page 855          | 242                          | F2                           | 241                        | F1                         |
| KOI8-R i KOI8-U        | 249                          | F9                           | 217                        | D9                         |